# Спецано Албанезе
Спеца̀но Албанѐзе (на италиански: Spezzano Albanese, на арбърешки: Spixana, Спидзана) е градче и община в Южна Италия, провинция Козенца, регион Калабрия. Разположено е на 320 m надморска височина. Населението на общината е 7066 души (към 2013 г.).
 В това градче живее албанско общество, наречено арбъреши. Те са се заселили в този район между XV и XVIII век като бежанци от османското владичество. Градче Спецано Албанезе е част от етнографическия район Арберия.